# Fischering

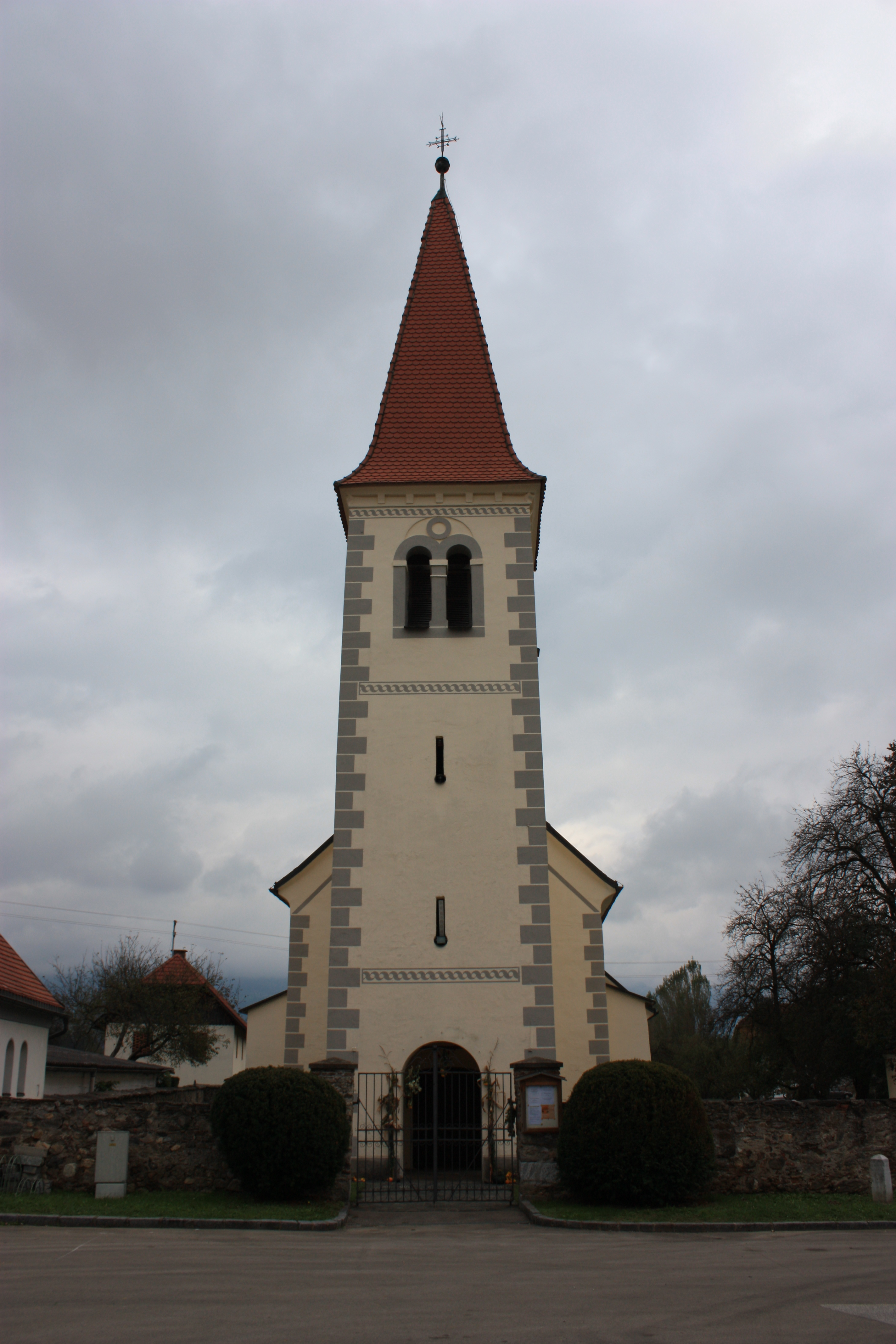
Kirche von Fischering

Fischering ist ein Dorf in Österreich mit 44 Einwohnern (Stand 1. Jänner 2024). Es liegt zwei Kilometer nördlich von Sankt Andrä im Lavanttal.

## Geschichte
Früher war Fischering eine eigene eigenständige Gemeinde. Sie wurde 1973 aufgelöst und der Großgemeinde St. Andrä angegliedert.

## Öffentliche Einrichtungen
- Freiwillige Feuerwehr Fischering
- Filialkirche Fischering
- Gemeinschaftshaus Fischering